# Aechmea curranii
Espèce
Classification phylogénétique
Synonymes
- Streptocalyx curranii L.B.Sm.

Aechmea curranii est une espèce de plantes de la famille des Bromeliaceae, endémique du Brésil.

## Synonymes
- Streptocalyx curranii L.B.Sm.[1].